# Klingerit
A klingerit egy  acélhuzalhálóval megerősített krizotil (fehér azbeszt) alapú hőálló tömítőanyag.
Korábban széles körben alkalmazták (pl. hengerfejtömítésként), azonban ma már azbeszttartalma miatt kiszorult a használatból, illetve ahol lehet, más, azbesztmentes tömítőanyagot alkalmaznak (pl. KLINGERsil).

## Nevének eredete
Neve a feltaláló Richard Klinger nevére utal (Klinger + it

## Története
Richard Klinger 1886-ban  kis műhelyt nyitott Bécsben, majd 1893-ban Gumpoldskirchenben létesített üzemet. Az általa feltalált anyagból készült tömítőgyűrű, KLINGERit néven vált ismertté. (A Klinger-csoport a 21. század elején is létezik.)